# Parlamentswahl in Spanien November 2019
- CUP: 2
- EHB: 5
- UP: 35
- ERC: 13
- Ḿ: 3
- PSOE: 120
- PRC: 1
- TE: 1
- JxCat: 8
- EAJ/PNV: 6
- CC: 2
- Cs: 10
- NA+: 2
- PP: 89
- VOX: 52

- EHB: 2
- Linke: 6
- ERC: 13
- ASG: 1
- PSOE: 110
- PRC: 1
- TE: 2
- EAJ/PNV-Geroa Bai: 11
- JxCat: 5
- CC: 1
- PAR: 1
- Cs: 8
- NA+: 3
- PP: 98
- VOX: 3

Die Parlamentswahl in Spanien November 2019 fand am 10. November statt, um die beiden Kammern des Parlaments (Cortes Generales) zu erneuern. Gewählt wurden die 350 Abgeordneten des Abgeordnetenhauses (Congreso de los Diputados) und 208 der 265 Mitglieder des Senats (Senado) für die XIV. Legislaturperiode seit dem Inkrafttreten der Verfassung von 1978. Es handelte sich um vorgezogene Neuwahlen, den vierten in vier Jahren, nachdem der kommissarisch amtierende Ministerpräsident Pedro Sánchez nach den Parlamentswahlen vom 28. April 2019 nicht die nötige Mehrheit zu der Ernennung einer neuen Regierung erlangen konnte.
Dominierendes Thema im Wahlkampf war, wie schon bei den Wahlen im April, die Katalonien-Krise, die weiterhin die politischen Blöcke polarisierte und die Aussicht auf eine Koalitionsregierung verringerte.
Das Ergebnis war für die amtierende Regierung enttäuschend – bei geringerer Wahlbeteiligung erlitt die regierende sozialdemokratische PSOE den Verlust dreier Mandate, blieb aber dennoch stärkste Partei. Links der PSOE musste Unidas Podemos mit sieben verlorenen Sitzen deutlichere Verluste hinnehmen. Auf der rechten Seite des Parteienspektrums gab es deutlichere Verschiebungen: die rechtsliberalen Ciudadanos verlor 47 Mandate; die konservative PP (+22 Sitze) und vor allem die rechtspopulistische Partei Vox (+28) konnten hingegen deutlich an Stimmen und Mandaten dazugewinnen.
Eine Minderheitsregierung zwischen einer Koalition der PSOE und Podemos unter Pedro Sánchez unter Duldung durch separatistische oder nationalistische Regionalparteien konnte durch das Parlament erst Anfang Januar 2020 bestätigt werden.

## Wahlsystem
Im Verfassungsgefüge ist das Abgeordnetenhaus die wesentlich bedeutendere der beiden Kammern. Nur das Abgeordnetenhaus wählt den Ministerpräsidenten und kann ihm und damit der Regierung das Vertrauen entziehen. Die Regierung ist nur dem Abgeordnetenhaus gegenüber verantwortlich. Im Gesetzgebungsverfahren kann der Senat zwar ein Veto einlegen oder Änderungsvorschläge machen. Außer bei Verfassungsänderungen kann das Abgeordnetenhaus ein Veto des Senats aber überstimmen bzw. dessen Änderungsvorschläge ablehnen.

### Abgeordnetenhaus
Gemäß Artikel 68 Absatz 4 der Verfassung werden die Abgeordneten für vier Jahre gewhält.
Gemäß Artikel 68 Absatz 2 der Verfassung und Artikel 162 des Wahlgesetzes gehören dem Kongress 350 Abgeordnete an, die in 52 Wahlkreisen gewählt werden. Wahlkreise sind die 50 Provinzen und die beiden Autonomen Städte Ceuta und Melilla. In Ceuta und Melilla wird jeweils ein Abgeordneter gewählt. Jede der 50 Provinzen erhält vorab zwei Mandate zugeteilt. Die restlichen 248 Abgeordneten werden den Provinzen nach dem Verhältnis ihrer Einwohnerzahlen nach dem Hare/Niemeyer-Verfahren zugeteilt.

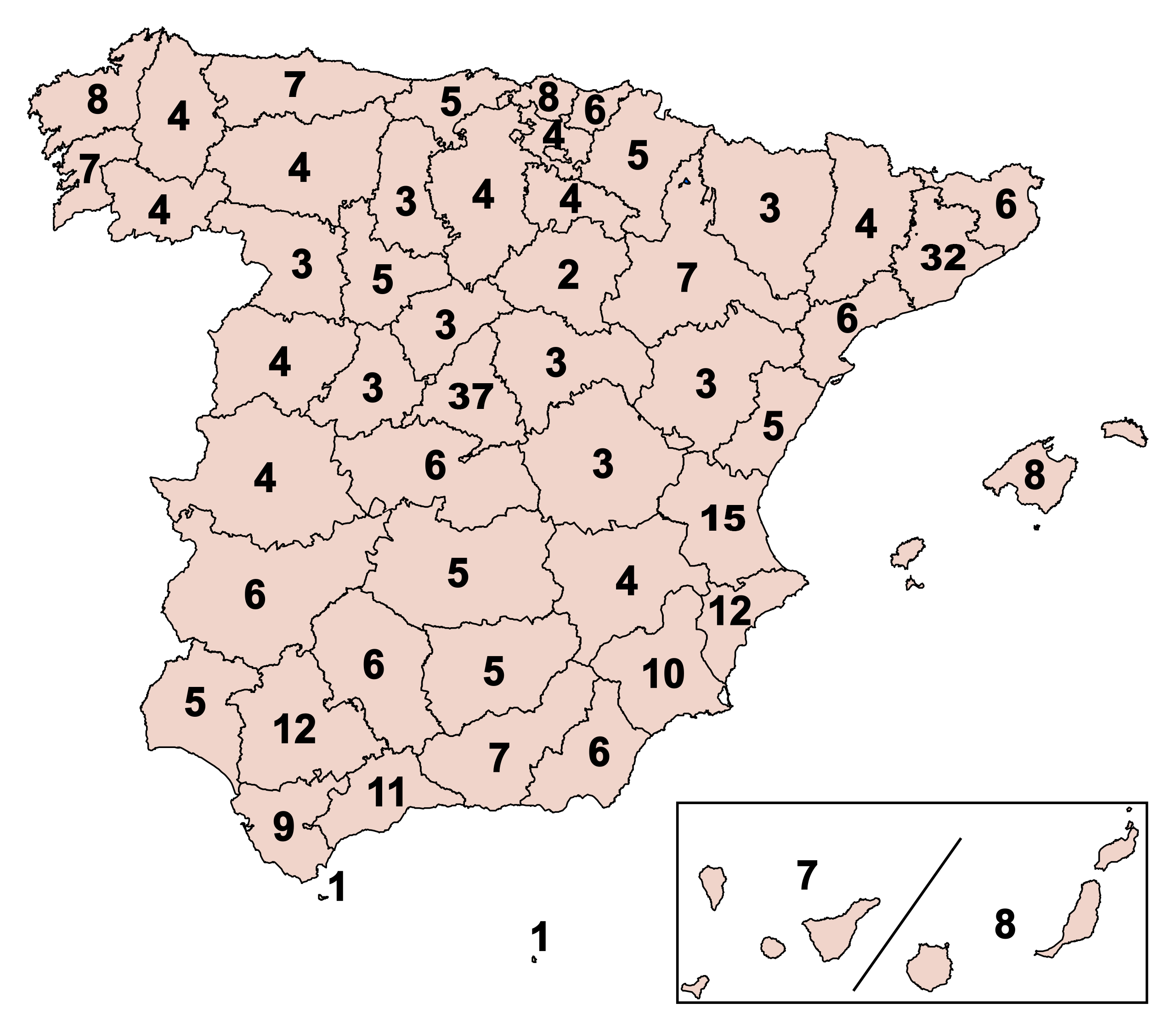
Zahl der in den einzelnen Wahlkreisen zu wählenden Abgeordneten

In den Wahlkreisen werden 2019 folgende Anzahlen von Abgeordneten gewählt:
- Provinz Madrid: 37 Abgeordnete
- Provinz Barcelona: 32 Abgeordnete
- Provinz Valencia/València: 15 Abgeordnete
- Provinzen Alicante/Alacant, Sevilla: je 12 Abgeordnete
- Provinz Málaga: 11 Abgeordnete
- Provinz Murcia: 10 Abgeordnete
- Provinz Cádiz: 9 Abgeordnete
- Provinzen Balearen, Bizkaia, A Coruña und Las Palmas: je 8 Abgeordnete
- Provinzen Asturien, Granada, Pontevedra, Santa Cruz de Tenerife und Zaragoza: je 7 Abgeordnete
- Provinzen Almería, Badajoz, Córdoba, Guipuzkoa, Girona, Tarragona und Toledo: je 6 Abgeordnete
- Provinzen Kantabrien, Castellón/Castelló, Ciudad Real, Huelva, Jaén, Navarra und Valladolid: je 5 Abgeordnete
- Provinzen Albacete, Araba/Álava, Burgos, Cáceres, León, Lleida, Lugo, Ourense, La Rioja und Salamanca: je 4 Abgeordnete
- Provinzen Ávila, Cuenca, Guadalajara, Huesca, Palencia, Segovia, Teruel und Zamora: je 3 Abgeordnete
- Provinz Soria: 2 Abgeordnete
- Autonome Städte Ceuta und Melilla: je 1 Abgeordneter

Die Wahl erfolgt in den Provinzen nach geschlossenen Listen, wobei die Sitze auf die Listen jeweils nach dem D’Hondt-Verfahren zugeteilt werden. In den autonomen Städten werden die Abgeordneten in relativer Mehrheitswahl ermittelt.
Die Zuteilung der Sitze findet allein auf Ebene der Wahlkreise (Provinzen) statt, es gibt keinen Reststimmenausgleich auf nationaler Ebene. Die nominelle Sperrklausel liegt zwar in allen Wahlkreisen bei lediglich 3 %. In den meisten Wahlkreisen liegt die faktische Prozenthürde wegen der beschränkten Anzahl der zu vergebenden Mandate allerdings wesentlich höher.

### Senat
Für den Senat werden gemäß Artikel 69 der Verfassung und Artikel 165 des Wahlgesetzes in jeder Festlandprovinz vier Senatoren, auf den Inseln Gran Canaria, Mallorca und Teneriffa je drei Senatoren, in den Autonomen Städten Ceuta und Melilla je zwei Senatoren sowie auf den Inseln bzw. Inselgruppen Ibiza-Formentera, Menorca, Fuerteventura, Gomera, Hierro, Lanzarote und La Palma je ein Senator gewählt. Insgesamt werden damit 208 Senatoren direkt gewählt.
Es ist eine Personenwahl. Der Wähler kann in den Viermannwahlkreisen für bis zu drei, in den Drei- und Zweimannwahlkreisen für bis zu zwei und in den Einmannwahlkreisen für einen Kandidaten stimmen und zwar auch verteilt auf mehrere Wahlvorschläge (Panaschieren). Gewählt sind die Kandidaten mit den höchsten Stimmenzahlen.
Die weiteren Senatsmitglieder werden durch die Parlamente der Autonomen Gemeinschaften bestimmt, wobei jedes Parlament je angefangener 1.000.000 Einwohner der jeweiligen Gemeinschaft einen Senator bestimmt.

## Ausgangslage

Mandate der beiden größten Parteien im spanischen Abgeordnetenhaus seit 1977 (Regierungspartei schwarz umrandet)

Seit 2015 war die politische Lage in Spanien durch instabile Regierungsverhältnisse gekennzeichnet. Bei der Wahl im November 2019 handelte es sich um die vierte Wahl und die dritte vorzeitige Neuwahl seit 2015. Nach der Wahl vom 20. Dezember 2015 scheiterte eine Regierungsbildung, was zur Parlamentsauflösung und Neuwahlen am 26. Juni 2016 führte. Nach diesen Wahlen wurde Mariano Rajoy (PP) am 29. Oktober 2016 zum Ministerpräsidenten gewählt. Allerdings wurde er am 1. Juni 2018 durch ein konstruktives Misstrauensvotum von Pedro Sánchez (PSOE) abgelöst. Es handelte sich um das erste erfolgreiche Misstrauensvotum seit Inkrafttreten der Verfassung von 1978. Im Februar 2019 führte die Nichtannahme des Haushaltsentwurfs der PSOE-Regierung zur Parlamentsauflösung und den Neuwahlen vom 28. April 2019. Da nach diesen die Wahl eines Ministerpräsidenten und damit eine Regierungsbildung nicht gelang, wurde das Parlament erneut aufgelöst, was die Neuwahl am 10. November 2019 zur Folge hat.
Bedingt war diese instabile Regierungslage u. a. durch erhebliche Änderungen in der Parteienlandschaft. Mit Podemos, Ciudadanos und zuletzt Vox gelang seit 2015 drei neuen Parteien der Einzug ins Abgeordnetenhaus. Aus dem bis 2015 bestehenden sogenannten „unvollkommenen Zweiparteiensystem“ (bipartidismo imperfecto): die beiden großen Parteien PP und PSOE plus die kleine IU und Regionalparteien ist ein Fünf-Parteien-System (zzgl. Regionalparteien) geworden. In den zehn Legislaturperioden vor 2015 bestand in fünf Legislaturperioden eine absolute Mehrheit der stärksten Partei. In den übrigen fehlten der stärksten Partei nur zwischen einem Mandat (PSOE, 1989) bis höchstens 20 Mandate (PP, 1996) zur absoluten Mehrheit. 2015 hingegen waren es für die PP 53 Mandate, 2016 für die PP 39 Mandate und nach der Wahl vom 28. April 2019 für die PSOE 53 Mandate. Dementsprechend komplizierter gestaltet sich die Regierungsbildung, zumal die katalanischen Parteien (JxCat – früher CDC bzw. PDeCAT – und ERC), die vor 2015 auf nationaler Ebene häufig als „Mehrheitsbeschaffer“ dienten, seitdem für diese Rolle wegen ihres separatistischen Kurses nur noch beschränkt in Frage kommen.

## Parteien und Kandidaten

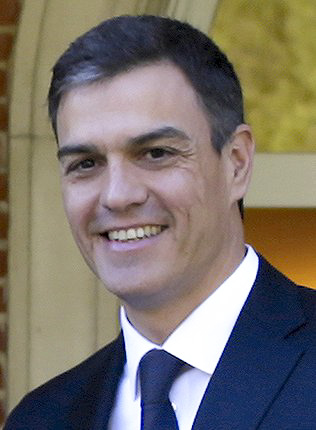
Pedro Sánchez (PSOE) Ausrichtung: Sozialdemokratie
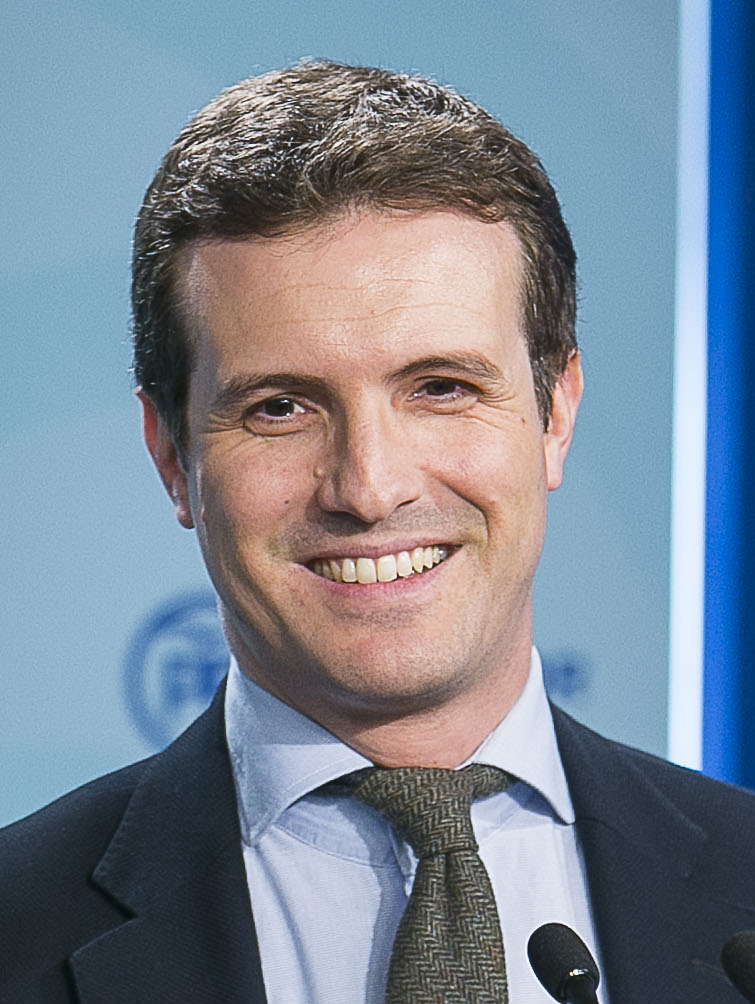
Pablo Casado (PP) Ausrichtung: Konservatismus
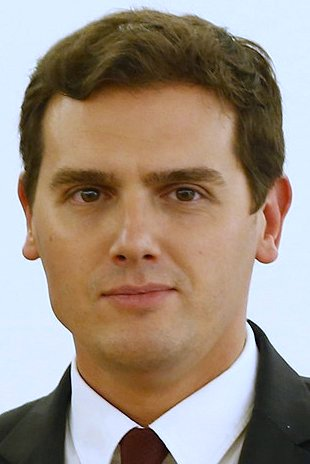
Albert Rivera (Ciudadanos) Ausrichtung: Liberalismus
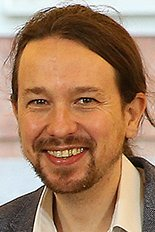
Pablo Iglesias Turrión (Unidas Podemos) Ausrichtung: Demokratischer Sozialismus
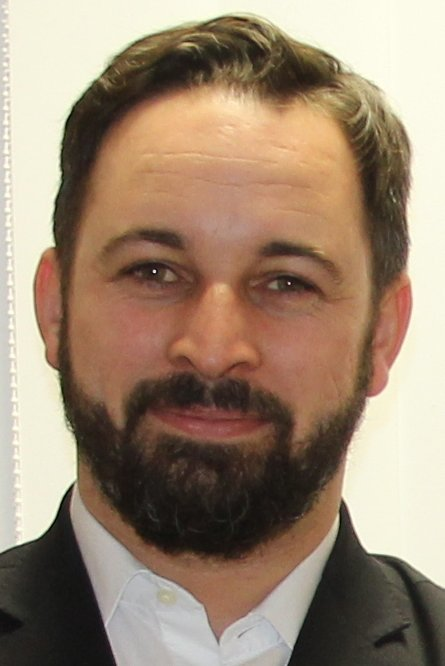
Santiago Abascal (Vox) Ausrichtung: Rechtspopulismus
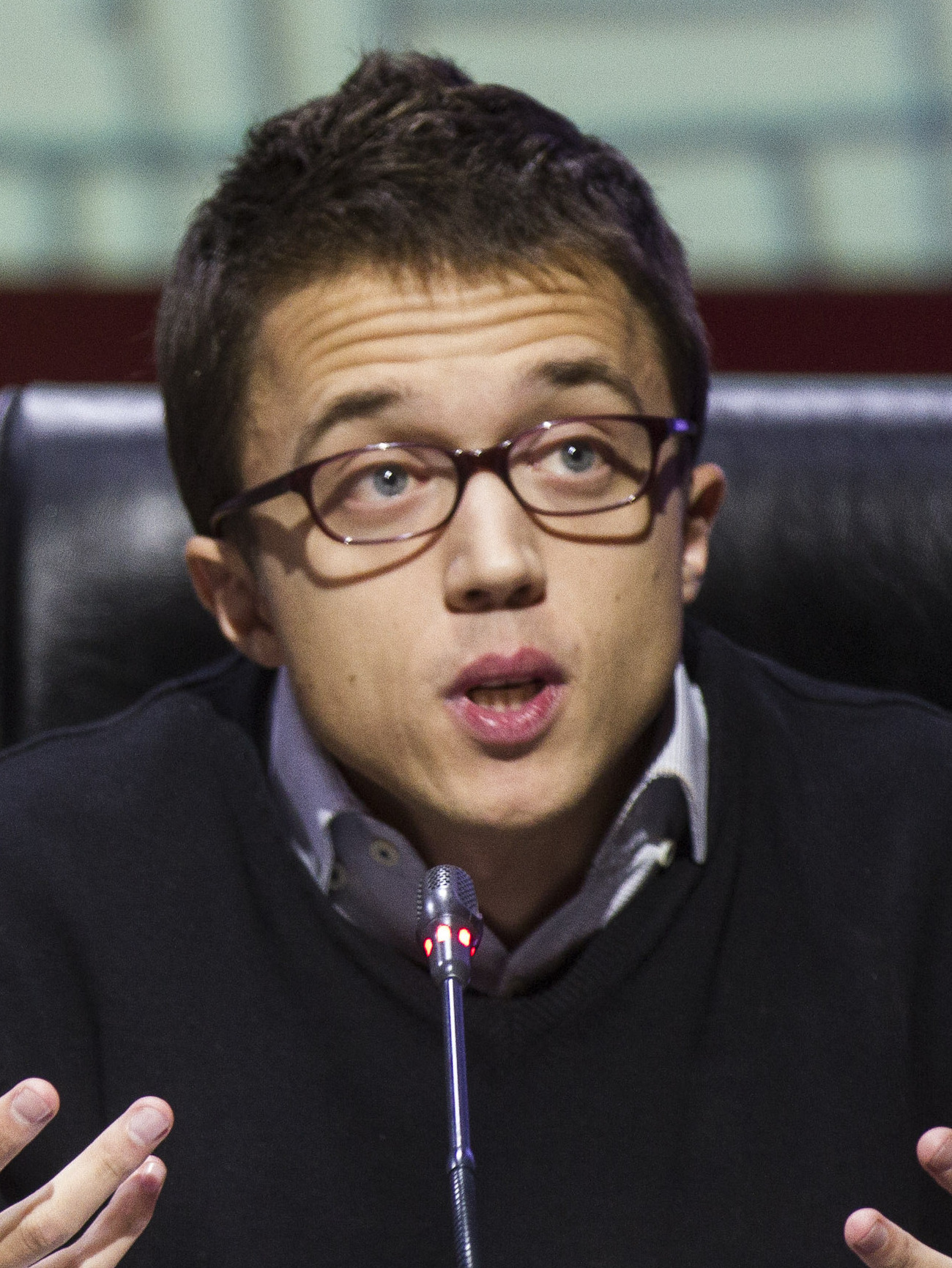
Íñigo Errejón (Más país!) Ausrichtung: Progressivismus, Ökosozialismus

### Nationale Kandidaturen

#### PSOE
Die sozialdemokratische PSOE tritt wie bereits bei den drei vorausgegangenen Wahlen mit dem geschäftsführenden Ministerpräsidenten Sánchez als Spitzenkandidat an. Die PSOE kandidiert in allen autonomen Gemeinschaften außer Katalonien, wo statt ihrer die Partit dels Socialistes de Catalunya (PSC) antritt.

#### PP
Pablo Casado ist wie bereits bei der Wahl im April Spitzenkandidat der konservativen PP. In Asturien besteht eine Gemeinschaftskandidatur mit dem Foro Asturias (FAC), in Navarra mit den Ciudadanos und der konservativen Unión del Pueblo Navarro (UPN) als Navarra Suma.

#### Ciudadanos
Die liberalen Ciudadanos kandidieren erneut mit Albert Rivera als Spitzenkandidaten. In Navarra kandidieren die Cs mit der PP und der UPN zusammen unter der Liste der Navarra Suma. Darüber hinaus haben Ciudadanos einige Mitglieder der Partei Unión Progreso y Democracia (UPyD) in ihre Listen aufgenommen, ohne dass es sich dabei um eine Gemeinschaftskandidatur (coalición) der beiden Parteien handelt.

#### Unidas Podemos
Pablo Iglesias ist erneut Spitzenkandidat des linken Wahlbündnisses Unidas Podemos (UP) um die demokratisch-sozialistische Partei Podemos. Zur Gemeinschaftskandidatur gehören außerdem Izquierda Unida (IU) und die Kleinparteien Batzarre-Asamblea de Izquierdas und Alto Aragón en Común. Die grüne Partei Equo gehört dem Wahlbündnis jedoch – anders als noch bei den Wahlen im April 2019 – nicht mehr an. In Katalonien besteht eine Gemeinschaftskandidatur von Podemos und der katalanischen Linkspartei Catalunya en Comú von Ada Colau mit dem Namen En Comú Podem-Guanyem el Canvi. In Galicien besteht die Gemeinschaftskandidatur nur aus Podemos und IU und kandidiert dort unter der Bezeichnung En Común-Unidas Podemos.

#### Vox
Die rechtspopulistische und zentralistische Vox kandidiert wie schon im April mit Santiago Abascal als Spitzenkandidaten und verzichtet auf Gemeinschaftskandidaturen.

#### Más País
Más País ist der neue Name der ursprünglich von der ehemaligen Bürgermeisterin von Madrid Manuela Carmena vor den Regional- und Kommunalwahlen vom Mai 2019 gegründeten Linkspartei Más Madrid. Der Podemos-Mitbegründer Íñigo Errejón trat nach innerparteilichen Auseinandersetzungen ebenfalls vor den Kommunal- und Regionalwahlen zu Más Madrid über und kündigte die Teilnahme an den Wahlen vom 10. November unter der Bezeichnung Más País an. Más País tritt nicht landesweit, sondern nur in 18, vornehmlich größeren Wahlkreisen an, und zwar:
- allein in den Wahlkreisen Barcelona und Balearen
- in einer Gemeinschaftskandidatur mit der grünen Partei Equo (die bei den Wahlen im April 2019 noch Unidas Podemos angehört hatte) unter der Bezeichnung Más País-Equo in den Wahlkreisen Madrid, Murcia, La Coruña, Bizkaia, Asturien, Las Palmas, Pontevedra, Sevilla, Málaga, Cádiz, Granada und Santa Cruz de Tenerife
- in einer Gemeinschaftskandidatur mit den Mitgliedsparteien des valencianischen Linksbündnisses Compromís (Bloc Nacionalista Valencià, Iniciativa del Poble Valenciá, Verds Equo del País Valencià, die bei den Wahlen im April 2019 allein und bei den Wahlen 2016 zusammen mit Podemos und IU angetreten waren) unter der Bezeichnung Més Compromís in den Wahlkreisen Valencia, Castellón und Alicante
- in einer Gemeinschaftskandidatur mit Equo und Chunta Aragonesista im Wahlkreis Saragossa unter der Bezeichnung Más País-Chunta Aragonesista-Equo

### Regionalparteien

#### ERC
Als Spitzenkandidat der Esquerra Republicana de Catalunya war ursprünglich Oriol Junqueras vorgesehen. Nach dessen Verurteilung im Strafverfahren infolge der Katalonien-Krise seit 2017 (u. a. zur Strafe des Verlusts der Wählbarkeit) wurde er als Spitzenkandidat durch Gabriel Rufián ersetzt.

#### Junts
Das katalanische Wahlbündnis Junts per Catalunya (auch JxCat oder JxP abgekürzt) benannte als Spitzenkandidat zunächst Jordi Sànchez i Picanyol, der wie Junqueras jedoch auch zur Strafe des Verlusts der Wählbarkeit verurteilt wurde. Er wurde durch Laura Borràs als Spitzenkandidatin ersetzt.

#### EJA-PNV
Spitzenkandidat der baskisch-bürgerlichen Partido Nacionalista Vasco (PNV-EAJ) ist erneut Aitor Esteban.

#### EH Bildu
Spitzenkandidat der links-baskischen Euskal Herria Bildu ist Oskar Matute.

#### Navarra Suma
Wie bei den Wahlen im April 2019 schlossen sich im Wahlkreis Navarra die Parteien Unión del Pueblo Navarro (UPN), PP und Ciudadanos zur Gemeinschaftskandidatur Navarra Suma zusammen. Die ersten beiden Plätze der Liste stellt die UPN. Die Plätze 3 und 5 stellt die PP und Platz 4 wird von Ciudadanos eingenommen.

#### CCa-NC
Für die Wahl haben sich Coalición Canaria und Nueva Canarias zu einer Gemeinschaftskandidatur zusammengeschlossen. Spitzenkandidatin ist Ana Oramas.

#### PRC
Die kantabrische Regionalpartei Partido Regionalista de Cantabria (PRC), der bei der letzten Wahl zum ersten Mal der Einzug ins Abgeordnetenhaus gelungen war, tritt erneut mit Spitzenkandidat José María Mazón als Spitzenkandidat an.

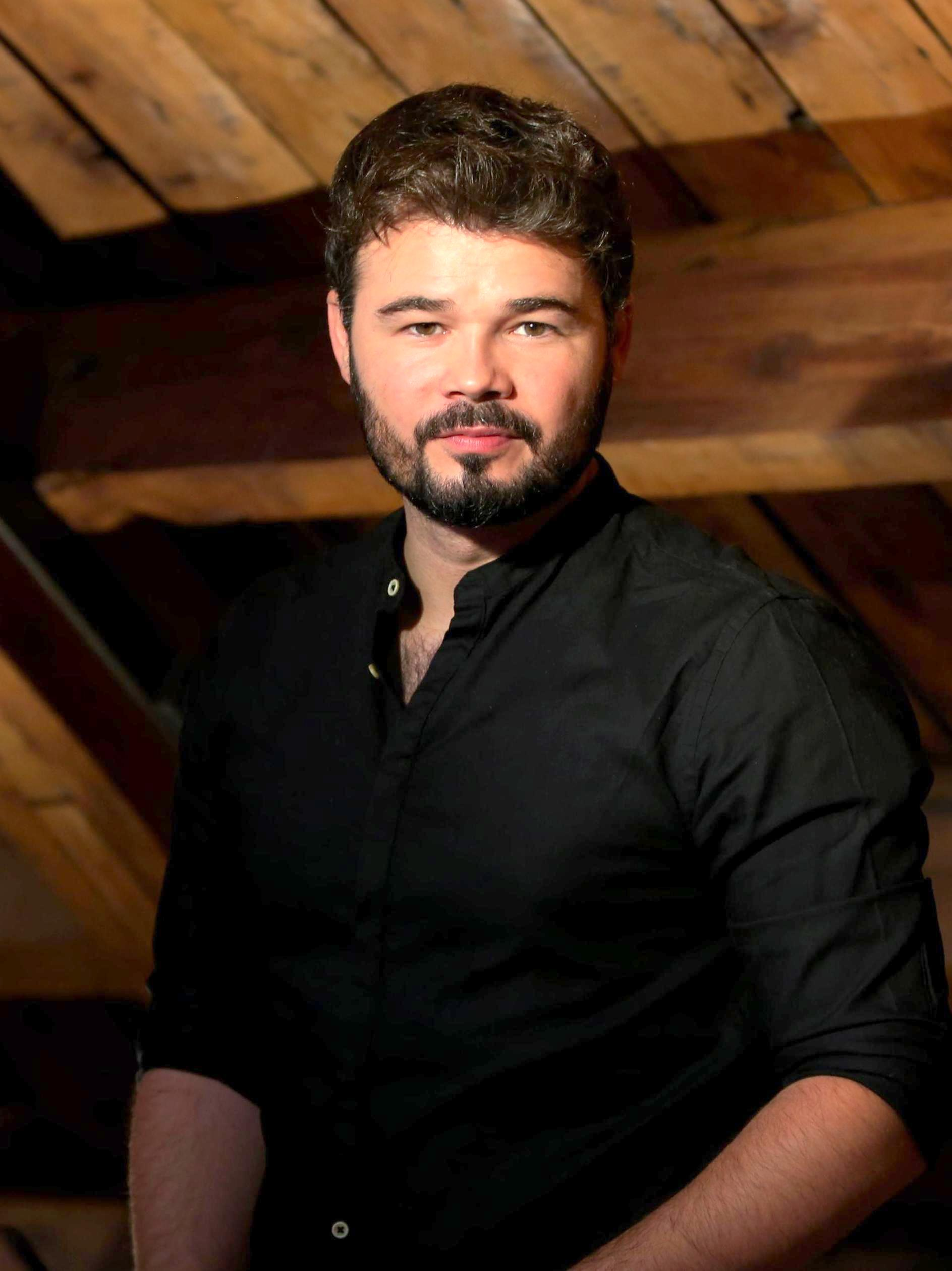
Gabriel Rufián (ERC)
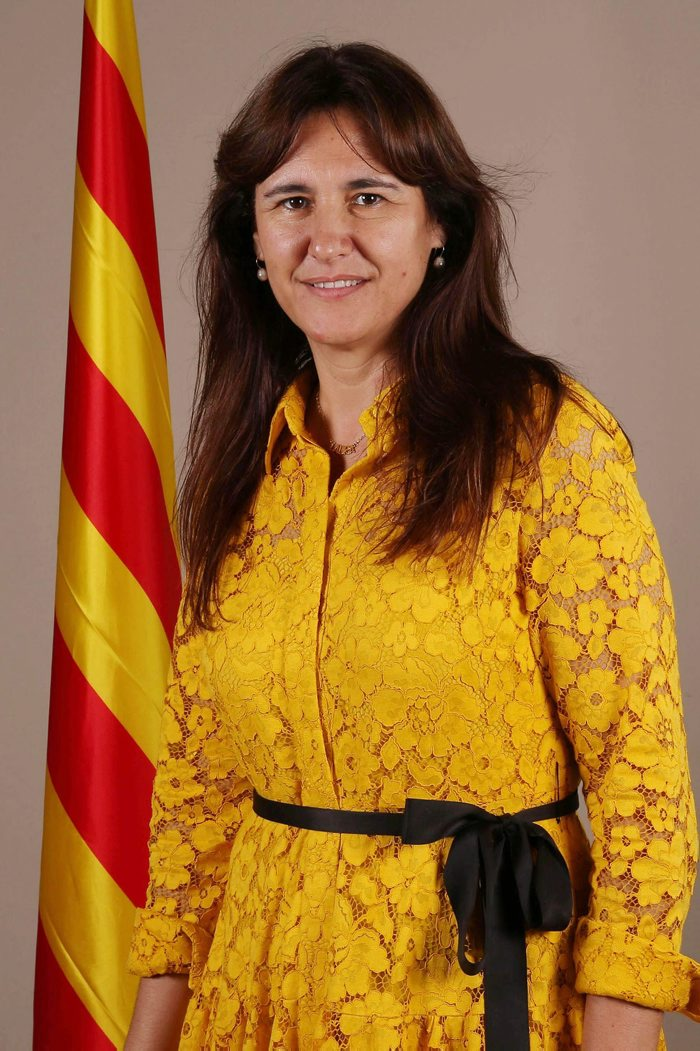
Laura Borràs (Junts)
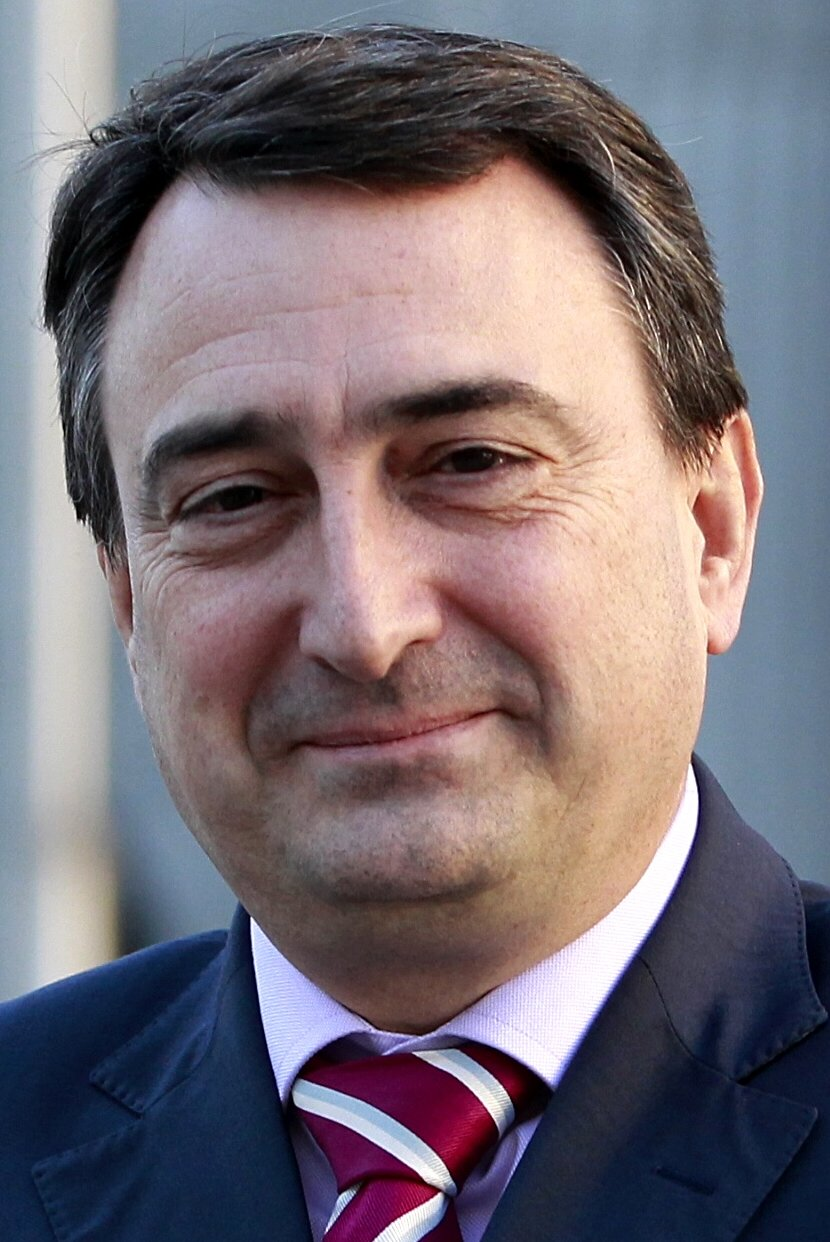
Aitor Esteban (EJA-PNV)
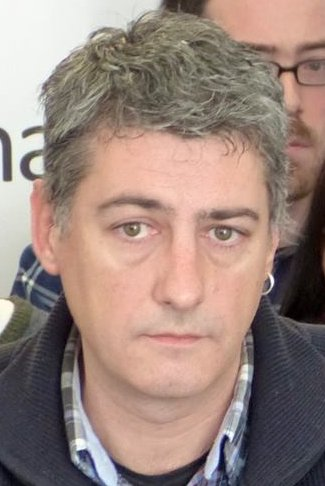
Oskar Matute (EH Bildu)
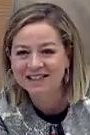
Ana Oramas (CCa)
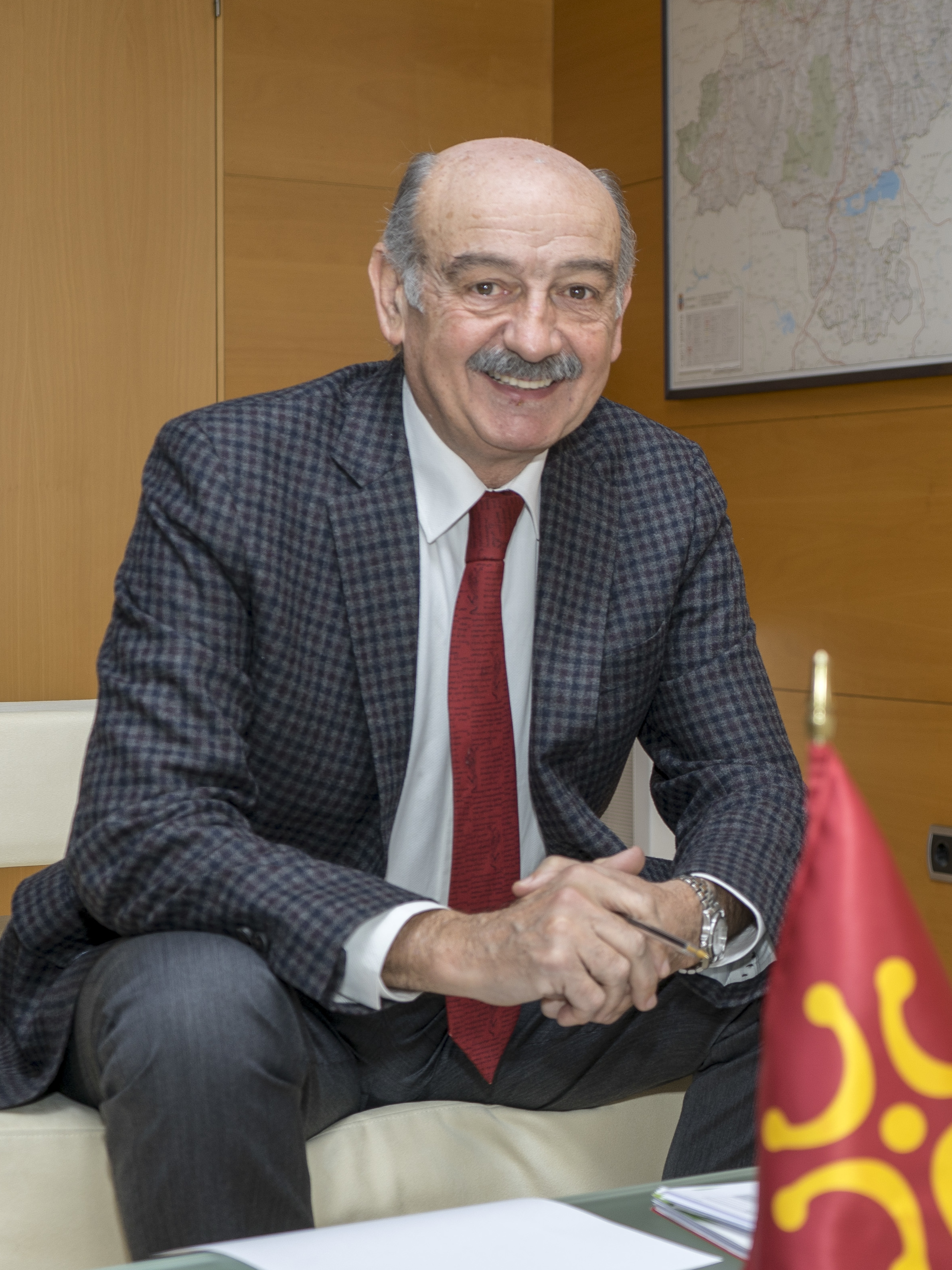
José María Mazón (PRC)

## Umfragen

### Prognosen vor der Wahl
Im Vorfeld der Wahlen ergaben die Umfragen, dass die Sozialdemokraten des amtierenden Ministerpräsidenten Pedro Sánchez erneut als stärkste Kraft gesehen wurden, jedoch tendenziell eher mit Verlusten von ein paar Sitzen im Parlament. Dem Bündnis links von der PSOE, Unidos Podemos, wurden ebenfalls kaum Veränderungen prognostiziert. Relevante Verschiebungen deuten sich jedoch im rechten Parteienspektrum an. Nach Ansicht der Demoskopen werden die rechtsliberalen Ciudadanos mit einer Halbierung der Stimmenanteile und Mandatsverlusten von bis zu 45 Sitzen der klare Verlierer der Wahl. Die konservative Partido Popular könnte sich hingegen erholen und etwa 25 Sitze hinzugewinnen. Der rechtspopulistischen Partei VOX, welche mit den linken Podemos um Platz 3 duellieren, wird eine Mandatsverdopplung prognostiziert. Die restlichen Wählerstimmen werden sich traditionell auf regionale Parteien wie bspw. der katalanischen ERC aufteilen.
Eine Regierungskoalition mit zwei Parteien jenseits einer nicht gewollten PSOE-PP-Koalition scheint den Umfragen nach wie bereits bei der Wahl im April ausgeschlossen; auch eine Dreierkoalition des rechten Blocks PP-Cs-Vox (150 bis 165 Mandate prognostiziert, 176 für Mehrheit benötigt) erscheint eher unwahrscheinlich.

### Verlauf

Verlauf der Umfragen von der Wahl im April 2019 bis zur Wahl im November 2019

### Letzte Umfragen vor der Wahl
| Institut             | Datum      | PSOE                   | PP              | C's           | UP             | VOX            | Regionalparteien |
| -------------------- | ---------- | ---------------------- | --------------- | ------------- | -------------- | -------------- | ---------------- |
| GESOP                | 09.11.2019 | 26,7 % (116–122 Sitze) | 19,4 % (83–88)  | 7,9 % (14–18) | 14,3 % (39–44) | 14,9 % (47–53) | 7,9 % (23–27)    |
| electopanel          | 08.11.2019 | 27,1 % (113)           | 20,4 % (90)     | 7,3 % (11)    | 13,7 % (38)    | 15,5 % (54)    | 13,3 % (41)      |
| Demoscopia Servicios | 07.11.2019 | 26,6 % (116)           | 20,9 % (93)     | 7,2 % (12)    | 13,2 % (35)    | 15,7 % (52)    | 13,1 % (41)      |
| KeyData              | 04.11.2019 | 27,4 % (121)           | 21,1 % (96)     | 9,5 % (20)    | 12,7 % (34)    | 12,5 % (39)    | 12,4 % (40)      |
| GI Internacional     | 03.11.2019 | 28,5 % (122–139)       | 21,2 % (94–95)  | 9,5 % (21–26) | 13,2 % (35–40) | 9,5 % (27–31)  | 14,4 % (39–48)   |
| SocioMétrica         | 02.11.2019 | 25,1 % (110–119)       | 20,6 % (93–100) | 8,5 % (15–18) | 12,9 % (36–40) | 14,3 % (42–48) | 13,8 % (33–46)   |
| Wahl 2019            | 28.04.2019 | 28,7 % (123)           | 16,7 % (66)     | 15,9 % (57)   | 14,3 % (42)    | 10,3 % (24)    | 10,2 % (38)      |

## Ergebnisse
Die Wahlbeteiligung bei dieser zweiten Parlamentswahl innerhalb eines halben Jahres sank um 5,5 Prozentpunkte auf 66,23 Prozent.
Die sozialdemokratische PSOE verlor zwar drei Mandate, blieb aber deutlich stärkste Partei. Links der PSOE musste Unidas Podemos mit sieben verlorenen Sitzen deutlichere Verluste hinnehmen. Neu ins linke Lager des Parlaments kam die Partei Más País.
Auf der rechten Seite des Parteienspektrums gab es deutlichere Verschiebungen. Die rechtsliberalen Ciudadanos waren der klare Wahlverlierer; die Partei verlor 47 Mandate und fiel mit nur noch zehn Sitzen im Parlament noch hinter die katalanische Separatisten-Partei ERC (13 Sitze) zurück. Die christlich-konservative PP (+22 Sitze) sowie die rechtspopulistische Partei Vox (+28) konnten hingegen deutlich an Stimmen und Mandaten dazugewinnen.
Bei den katalanischen Parteien verlor die linke ERC leicht (−2 % in Katalonien), während die bürgerliche Junts leicht gewinnen konnten (+1,6 % in Katalonien). Die links-separatistische Antisystempartei CUP, die erstmals zu gesamtspanischen Wahlen antrat, erhielt 6,4 % und zwei Mandate.
Bei den baskischen Parteien hielt die bürgerliche PNV ihre sechs Mandate, während die linke EH Bildu im Wahlkreis Navarra ein Mandat hinzugewinnen konnte und nun mit fünf Abgeordneten vertreten ist.
Coalición Canaria (dieses Mal in Gemeinschaftskandidatur mit Nueva Canarias) hielt ihre zwei Mandate, ebenso wie die kantabrische PRC einen Sitz hielt. Seit 2011 zum ersten Mal wieder im Parlament vertreten ist der links-galicische BNG (8 % Stimmenanteil in Galicien).
Neu im Parlament vertreten ist ¡Teruel Existe!, die als Wählergruppe nur in der aragonesischen Provinz Teruel antrat, dort aber mit 26,7 % stärkste Kraft wurde. Sie versteht sich als Vertreterin des ländlichen España vacía („leeres Spanien“), das sich von der Politik vernachlässigt und von der Entwicklung der Metropolen und Zentren zunehmend abgehängt fühlt.

### Abgeordnetenhaus

#### Nationales Ergebnis
| Listen                                                                              | Listen | Stimmen    | %    | +/-  | Mandate | +/- |
| ----------------------------------------------------------------------------------- | --- | ---------- | ---- | ---- | ------- | --- |
|                                                                                     | Partido Socialista Obrero Español (PSOE) 1 | 6.792.199  | 28,0 | –0,7 | 120     | –3  |
|                                                                                     | Partido Popular (PP) 2 | 5.047.040  | 20,8 | +4,1 | 89      | +22 |
|                                                                                     | Vox | 3.656.979  | 15,1 | +4,8 | 52      | +28 |

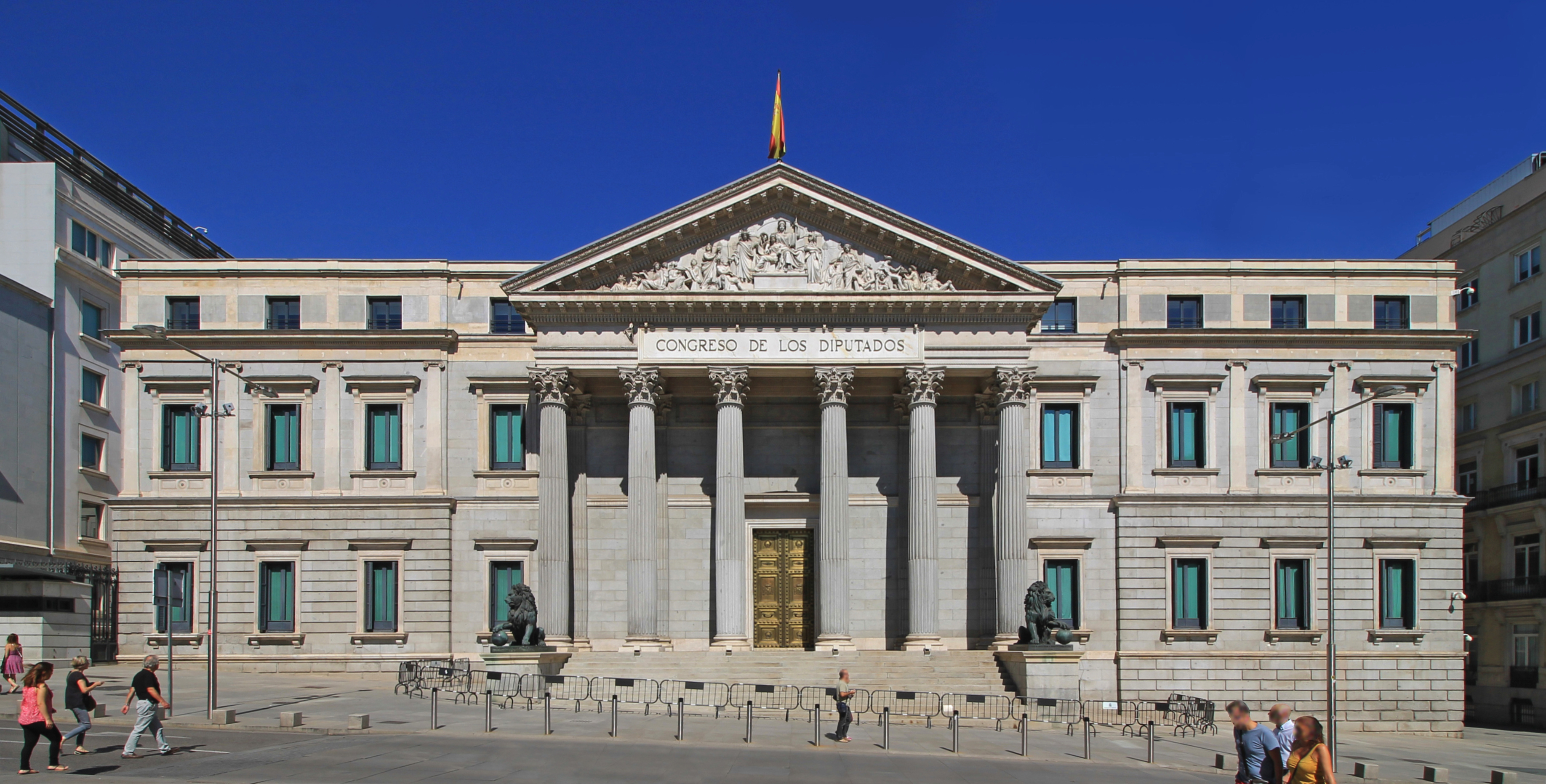
Abgeordnetenhaus (Congreso de los Diputados) der Cortes Generales

|                                                                                     | Unidas Podemos (UP) 3 - Podemos – Izquierda Unida: 2.381.960 Stimmen (26 Mandate) - Guanyem el Canvi: 549.173 Stimmen (7 Mandate) - Podemos – EU: 188.231 (2 Mandate)                             | 3.119.364  | 12,9 | −1,5 | 35      | –7  |
|                                                                                     | Ciudadanos (Cs) 5 | 1.650.318  | 6,8  | −9,1 | 10      | –47 |
|                                                                                     | Esquerra Republicana de Catalunya (ERC) 4 - Esquerra Republicana de Catalunya – Sobiranistes: 874.859 Stimmen (13 Mandate) - Esquerra Republicana del País Valencià: 5.875 Stimmen                | 880.734    | 3,6  | –0,3 | 13      | –2  |
|                                                                                     | Más País 6 - Más País – Equo: 330.345 Stimmen (2 Mandate) - Más País – Compromís: 176.287 Stimmen (ein Mandat) - Más País: 52.478 Stimmen - Más País – Chunta Aragonesista – Equo: 23.196 Stimmen | 582.306    | 2,4  | +1,7 | 3       | +2  |
|                                                                                     | Junts per Catalunya (PDeCAT – JxCat) | 530.225    | 2,2  | +0,3 | 8       | +1  |
|                                                                                     | Eusko Alderdi Jeltzalea (EAJ-PNV) 7 | 379.002    | 1,6  | +0,1 | 6       | ±0  |
|                                                                                     | EH Bildu | 277.621    | 1,1  | +0,2 | 5       | +1  |
|                                                                                     | Candidatura d’Unitat Popular (CUP) | 246.971    | 1,0  | +1,0 | 2       | +2  |
|                                                                                     | Partido Animalista Contra el Maltrato Animal (PACMA) | 228.856    | 0,9  | –0,3 | –       | ±0  |
|                                                                                     | Coalición Canaria – Nueva Canarias 8 | 124.289    | 0,5  | –0,1 | 2       | ±0  |
|                                                                                     | Bloque Nacionalista Galego (BNG) | 120.456    | 0,5  | +0,1 | 1       | +1  |
|                                                                                     | Navarra Suma (UPN – Ciudadanos – PP) 9 | 99.078     | 0,4  | ±0,0 | 2       | ±0  |
|                                                                                     | Partido Regionalista de Cantabria (PRC) | 68.830     | 0,3  | +0,1 | 1       | ±0  |
|                                                                                     | Recortes Cero – Grupo Verde | 35.042     | 0,1  | ±0,0 | –       | ±0  |
|                                                                                     | Por un Mundo más Justo (PUM+J) | 27.272     | 0,1  | ±0,0 | –       | ±0  |
|                                                                                     | ¡Teruel Existe! | 19.761     | 0,1  | +0,1 | 1       | +1  |
|                                                                                     | Més Esquerra (Més – MxMe – Esquerra Republicana) | 18.295     | 0,1  | ±0,0 | –       | ±0  |
|                                                                                     | Andalucía Por Sí | 14.046     | 0,1  | ±0,0 | –       | ±0  |
|                                                                                     | Partido Comunista de los Pueblos de España | 13.828     | 0,1  | ±0,0 | –       | ±0  |
|                                                                                     | Partido Comunista de los Trabajadores de España | 13.029     | 0,1  | ±0,0 | –       | ±0  |
|                                                                                     | Geroa Bai | 12.709     | 0,1  | ±0,0 | –       | ±0  |
|                                                                                     | Unión del Pueblo Leonés | 10.243     | 0,0  | N/A  | –       | N/A |
|                                                                                     | Partido Comunista Obrero Español | 9.725      | 0,0  | ±0,0 | –       | ±0  |
|                                                                                     | Coalición por Melilla | 8.955      | 0,0  | ±0,0 | –       | ±0  |
|                                                                                     | Escaños en Blanco | 5.970      | 0,0  | ±0,0 | –       | ±0  |
|                                                                                     | Por Ávila | 5.416      | 0,0  | Neu  | –       | Neu |
|                                                                                     | Avant Adelante – Los Verdes | 5.416      | 0,0  | ±0,0 | –       | ±0  |
|                                                                                     | Los Verdes | 3.287      | 0,0  | ±0,0 | –       | ±0  |
|                                                                                     | Partido Humanista | 3.150      | 0,0  | ±0,0 | –       | ±0  |
|                                                                                     | Iniciativa Feminista | 3.005      | 0,0  | ±0,0 | –       | ±0  |
|                                                                                     | Sonstige < 0,01 % | 27.584     | 0,1  | ±0,0 | –       | ±0  |
| Votos en blanco 10                                                                  | Votos en blanco 10 | 217.227    | 0,9  | +0,1 | –       | –   |
| Gesamt                                                                              | Gesamt | 24.258.228 | 100  |      | 350     | –   |
|                                                                                     | |            |      |      |         |     |
| Ungültige Stimmen                                                                   | Ungültige Stimmen | 249.487    | 1,0  | ±0,0 |         |     |
| Wähler                                                                              | Wähler | 24.507.715 | 66,2 | –5,5 |         |     |
| Wahlberechtigte                                                                     | Wahlberechtigte | 37.001.379 |      |      |         |     |
|                                                                                     | |            |      |      |         |     |
| Quellen: Junta electoral central, Ergebnis, Wahlbündnisse – Ministerio del interior | |            |      |      |         |     |

Stimmenanteile der Parteien nach Wahlkreisen

#### Regionale Ergebnisse
Das Ergebnis (Stimmen und Sitze) in den einzelnen Autonomen Gemeinschaften (Regionen) und den beiden Autonomen Städten Ceuta und Melilla:
|                     | PSOE        | PP         | VOX        | UP         | ERC        | C's       | Junts     | EAJ-PNV   | EH Bildu  | Más País | CUP      | CC-PNC    | NA+       | BNG      | PRC       | ¡TE!     | Sitze gesamt |
| ------------------- | ----------- | ---------- | ---------- | ---------- | ---------- | --------- | --------- | --------- | --------- | -------- | -------- | --------- | --------- | -------- | --------- | -------- | ------------ |
| Andalusien          | 33,37 % 25  | 20,54 % 15 | 20,39 % 12 | 13,06 % 6  | —          | 8,09 % 3  | —         | —         | —         | 1,31 % 0 | —        | —         | —         | —        | —         | —        | 061          |
| Aragonien           | 30,70 % 6   | 23,91 % 4  | 17,00 % 1  | 10,79 % 1  | —          | 8,54 % 0  | —         | —         | —         | 3,30 % 0 | —        | —         | —         | —        | —         | 2,83 % 1 | 013          |
| Asturien            | 33,24 % 3   | 23,24 % 2  | 15,90 % 1  | 15,96 % 1  | —          | 6,66 % 0  | —         | —         | —         | 2,26 % 0 | —        | —         | —         | —        | —         | —        | 07           |
| Balearen            | 25,43 % 2   | 22,86 % 2  | 17,08 % 2  | 18,10 % 2  | —          | 7,36 % 0  | —         | —         | —         | 2,34 % 0 | —        | —         | —         | —        | —         | —        | 08           |
| Baskenland          | 19,19 % 4   | 8,82 % 1   | 2,43 % 0   | 15,41 % 3  | —          | 1,11 % 0  | —         | 32,07 % 6 | 18,70 % 4 | 0,72 % 0 | —        | —         | —         | —        | —         | —        | 018          |
| Extremadura         | 38,34 % 5   | 26,03 % 3  | 16,83 % 2  | 9,08 % 0   | —          | 7,58 % 0  | —         | —         | —         | —        | —        | —         | —         | —        | —         | —        | 010          |
| Galicien            | 31,28 % 10  | 31,94 % 10 | 7,80 % 0   | 12,66 % 2  | —          | 4,32 % 0  | —         | —         | —         | 1,53 % 0 | —        | —         | —         | 8,13 % 1 | —         | —        | 023          |
| Kanaren             | 28,88 % 5   | 20,79 % 4  | 12,44 % 2  | 14,69 % 2  | —          | 5,37 % 0  | —         | —         | —         | 1,57 % 0 | —        | 13,12 % 2 | —         | —        | —         | —        | 015          |
| Kantabrien          | 23,21 % 1   | 25,86 % 2  | 14,95 % 1  | 8,64 % 0   | —          | 4,76 % 0  | —         | —         | —         | —        | —        | —         | —         | —        | 21,10 % 1 |          | 05           |
| Kastilien-La Mancha | 33,09 % 9   | 26,88 % 7  | 21,92 % 5  | 9,19 % 0   | —          | 6,83 % 0  | —         | —         | —         | —        | —        | —         | —         | —        | —         | —        | 021          |
| Kastilien-León      | 31,24 % 12  | 31,67 % 13 | 16,67 % 6  | 9,29 % 0   | —          | 7,56 % 0  | —         | —         | —         | —        | —        | —         | —         | —        | —         | —        | 031          |
| Katalonien          | 20,51 % 12  | 7,43 % 2   | 6,30 % 2   | 14,18 % 7  | 22,56 % 13 | 5,61 % 2  | 13,68 % 8 | —         | —         | 1,08 % 0 | 6,35 % 2 | —         | —         | —        | —         | —        | 048          |
| La Rioja            | 34,88 % 2   | 34,28 % 2  | 11,45 % 0  | 9,83 % 0   | —          | 7,06 % 0  | —         | —         | —         | —        | —        | —         | —         | —        | —         | —        | 04           |
| Madrid              | 26,88 % 10  | 24,92 % 10 | 18,35 % 7  | 13,00 % 5  | —          | 9,05 % 3  | —         | —         | —         | 5,64 % 2 | —        | —         | —         | —        | —         | —        | 037          |
| Murcia              | 24,76 % 3   | 26,51 % 3  | 27,99 % 3  | 8,83 % 1   | —          | 7,43 % 0  | —         | —         | —         | 1,86 % 0 | —        | —         | —         | —        | —         | —        | 010          |
| Navarra             | 25,04 % 1   | —          | 5,61 % 0   | 16,60 % 1  | —          | —         | —         | —         | 16,96 % 1 | —        | —        | —         | 29,62 % 2 | —        | —         | —        | 05           |
| Valencia            | 27,60 % 10  | 23,07 % 8  | 18,48 % 7  | 13,36 % 4  | —          | 7,73 % 2  | —         | —         | —         | 6,93 % 1 | —        | —         | —         | —        | —         | —        | 032          |
| Ceuta               | 31,29 % 0   | 22,27 % 0  | 35,29 % 1  | 3,87 % 0   | —          | 3,39 % 0  | —         | —         | —         | —        | —        | —         | —         | —        | —         | —        | 01           |
| Melilla             | 16,39 % 0   | 29,59 % 1  | 18,42 % 0  | 2,57 % 0   | —          | 2,59 % 0  | —         | —         | —         | —        | —        | —         | —         | —        | —         | —        | 01           |
| Spanien (gesamt)    | 28,00 % 120 | 20,82 % 89 | 15,09 % 52 | 12,84 % 35 | 3,61 % 13  | 6,79 % 10 | 2,19 % 8  | 1,57 % 6  | 1,15 % 5  | 2,40 % 3 | 1,01 % 2 | 0,51 % 2  | 0,41 % 2  | 0,50 % 1 | 0,28 % 1  | 0,08 % 1 | 350          |

#### Fraktionen
Es bildeten sich die folgenden Fraktionen:
- PSOE (Grupo Parlamentario Socialista): 120 Mitglieder

- PP (Grupo Parlamentario Popular): 88 Mitglieder
- VOX (Grupo Parlamentario VOX): 52 Mitglieder
- Unidas Podemos (Grupo Parlamentario Confederal de Unidas Podemos-En Comú Podem-Galicia en Común): 35 Mitglieder
- Grupo Parlamentario Plural: 12 Mitglieder
- ERC (Grupo Parlamentario Republicano): 13 Mitglieder
- Ciudadanos (Grupo Parlamentario Ciudadanos): 10 Mitglieder
- EAJ-PNV (Grupo Parlamentario Vasco – EAJ-PNV): 6 Mitglieder
- EH Bildu (Grupo Parlamentario Euskal Herria Bildu): 9 Mitglieder

Nach der Geschäftsordnung des Abgeordnetenhauses werden die übrigen Abgeordneten in der Grupo Mixto („gemischte Fraktion“) zusammengefasst. Dies sind also Abgeordnete, die sich keiner Fraktion angeschlossen haben bzw. von keiner Fraktion aufgenommen wurden. Außerdem zählen dazu Abgeordnete von Parteien, die die Mindestvoraussetzungen (Mandate bzw. Stimmenanteil) für die Bildung einer Fraktion nicht erfüllen.
In der XIV. Legislaturperiode hätte die Grupo Mixto 21 Abgeordnete umfasst (JuntsxCat, Más Pais, Compromís, CUP, Coalición Canaria-Nueva Canarias, UPN, BNG, PRC, ¡Teruel Existe!). Um eine so große Grupo Mixto zu vermeiden, schlossen sich die Abgeordneten von JuntsxCat, Más Pais, Compromís und BNG zur Grupo Parlamentario Plural zusammen, bei der es sich aber lediglich um eine Zweckgemeinschaft handelt.
Zur Grupo Mixto zählen daher nur neun Abgeordnete (CUP, UPN, Coalición Canaria, Nueva Canarias, ¡Teruel Existe!, PRC und der über die gemeinsame Liste mit der PP gewählte Abgeordnete von Foro Asturias).

### Senat
| Partei  | Partei                                            | Senatoren gesamt | Direktwahl | Indirekt |
| Partei  | Partei                                            | Anzahl           | Anzahl     | Anzahl   |
| ------- | ------------------------------------------------- | ---------------- | ---------- | -------- |
|         | Partido Socialista Obrero Español (PSOE)          | 113              | 93         | 20       |
|         | Partido Popular (PP)                              | 96               | 83         | 13       |
|         | ERC                                               | 13               | 11         | 2        |
|         | EAJ-PNV                                           | 10               | 9          | 1        |
|         | Ciudadanos (C's)                                  | 8                | —          | 8        |
|         | JuntsxCat                                         | 5                | 3          | 2        |
|         | VOX                                               | 3                | 2          | 1        |
|         | Navarra Suma (UPN/Ciudadanos/PP)                  | 3                | 3          | —        |
|         | Unidas Podemos (Andalucía Adelante/En Comú Podem) | 2                | —          | 2        |
|         | EH Bildu                                          | 2                | 1          | 1        |
|         | ¡Teruel Existe!                                   | 2                | 2          | —        |
|         | CC-PNC                                            | 1                | —          | 1        |
|         | Más País                                          | 1                | —          | 1        |
|         | Més per Mallorca                                  | 1                | —          | 1        |
|         | Compromís                                         | 1                | —          | 1        |
|         | PRC                                               | 1                | —          | 1        |
|         | PAR                                               | 1                | —          | 1        |
|         | Geroa Bai                                         | 1                | —          | 1        |
|         | Agrupación Socialista Gomera (ASG)                | 1                | 1          | —        |
| Gesamt  | Gesamt                                            | 265              | 208        | 57       |
| Quelle: |                                                   |                  |            |          |

#### Fraktionen
Es bildeten sich die folgenden Fraktionen:
- PSOE (Grupo Parlamentario Socialista): 113 Mitglieder
- PP (Grupo Parlamentario Popular en el Senado): 97 Mitglieder (inkl. einem über die Liste Navarra Suma gewählten Senator)
- ERC-EH Bildu (Grupo Parlamentario Esquerra Republicana-Euskal Herria Bildu): 15 Mitglieder
- EAJ-PNV (Grupo Parlamentario Vasco en el Senado – EAJ-PNV): 10 Mitglieder
- Ciudadanos (Grupo Parlamentario Ciudadanos): 9 Mitglieder (inkl. einem über die Liste Navarra Suma gewählten Senator)
- Adelante Andalucía-Més per Mallorca-Más Madrid-Compromís-Geroa Bai-En Comú Podem (Grupo Parlamentario Izquierda Confederal): 6 Mitglieder
- JuntsxCat-Coalición Canaria (Grupo Parlamentario Nacionalista en el Senado Junts per Catalunya-Coalición Canaria/Partido Nacionalista Canario): 6 Mitglieder
- Wie im Abgeordnetenhaus werden Senatoren, die keiner anderen Fraktion angehören, in der Grupo Mixto zusammengefasst, zu der 9 Mitglieder gehören (die drei Senatoren von VOX, die zwei Senatoren von ¡Teruel Existe!, der Senator der UPN aus der Gemeinschaftskandidatur Navarra Suma, der Senator der PRC, der Senator der PAR und die Senatorin der ASG).

## Nach der Wahl
Am 11. November, dem Tag nach der Wahl, trat Albert Rivera als Ciudadanos-Vorsitzender zurück, nachdem die Partei über 80 % ihrer Sitze im Abgeordnetenhaus und ein Drittel ihrer Sitze im Senat verloren hatte und nahm sein Mandat im Abgeordnetenhaus nicht an.
Unmittelbar nach der Wahl schloss die PSOE eine große Koalition mit der PP aus. Am 12. November gaben PSOE und Unidas Podemos (UP) eine Vorvereinbarung über eine beabsichtigte Koalitionsregierung bekannt. PSOE und UP verfügen zusammen jedoch nur über 155 der erforderlichen 176 Mandate im Kongress.
Ein solches Bündnis könnte somit nur mit Unterstützung einiger regionaler Parteien eine Mehrheit erhalten, da sowohl die PP, als auch Ciudadanos eine Duldung einer Minderheitsregierung oder eine Enthaltung in einem für die Wahl des Ministerpräsidenten ggf. erforderlichen zweiten Wahlgangs ausgeschlossen haben.
Parallel zu dem Ringen um die Gestaltung der Regierung, kam es zu weiteren juristischen Auseinandersetzungen um die Immunität des ehemaligen katalanischen Vizepräsidenten Junqueras und einem Nachspiel im Streit um die separatistische Symbole an öffentlichen Gebäuden in Katalonien: Wegen wiederholten Verstoßes durch die Regionalregierung gegen eine richterliche Verordnung wurde der katalanische Ministerpräsident Quim Torra vom katalanischen Obersten Gericht zunächst zu einer Geldstrafe und Amtssauschluss verurteilt. Noch vor der Rechtskräftigkeit des Urteils entschied der spanische zentrale Wahlausschuss Anfang Januar 2020, dass Torras Abgeordnetenmandat im Regionalparlament wegen Ungehorsams zu ruhen habe und er somit auch nicht sein Amt als Ministerpräsident weiter ausüben könne. Dies führte u. a. zu Brüchen unter den katalanischen separatistischen Parteien: während die linksgerichtete ERC eine Duldung einer neuen Regierung unter Sanchez andeutete, lehnte JxCat um Ministerpräsident Torra und der vor der Justiz geflohene ehemalige katalanische Ministerpräsident Puigdemont jede Annäherung strikt ab.
Am 11. Dezember 2019 beauftragt der König Sanchez mit der Regierungsbildung. Am 5. Januar 2020 fand im Abgeordnetenhaus der erste Wahlgang zur Ernennung der neuen Regierung statt; wie erwartet, hatte die PSOE rund um Pedro Sanchez nicht die erforderliche absolute Mehrheit (166 Für-Stimmen, 165 Dagegen-Stimmen und 18 Enthaltungen); der zweite Wahlgang fand am 7. Januar statt, hierbei wurde nur eine einfache (relative) Mehrheit der abgegebenen Stimmen benötigt. Die ERC enthielt sich mit 13 Stimmen im Gegenzug zu der Ankündigung eines politischen Dialogs über die Zukunft der Autonomie in Katalonien (ebenso die nationalistische baskische EH Bildu mit 5 Stimmen), was die erneute Ernennung von Sanchez in einer Koalitionsregierung mit Podemos ermöglichte (mit insgesamt 167 Ja-Stimmen: PSOE, Unidas Podemos, EAJ-PNV, Más País, Compromís, Nueva Canarias, BNG, ¡Teruel Existe!; 165 Nein-Stimmen: PP, VOX, Ciudadanos, JuntsxCat, CUP, Coalición Canaria, Navarra Suma, PRC und 18 Enthaltungen: ERC, EH Bildu).
| Kandidat      | Datum                                                 |            |     |    |    | Unidos Podemos | Esquerra Republicana de Catalunya | Ciudadanos | Junts per Catalunya | En Comú Podem |   | Más País | Candidatura d’Unitat Popular | Unidos Podemos | Coalición Canaria | Nueva Canarias | Unión del Pueblo Navarro | Compromís | Bloque Nacionalista Galego |   |   | Foro de Ciudadanos | Ergebnis |         |
| ------------- | ----------------------------------------------------- | ---------- | --- | -- | -- | -------------- | --------------------------------- | ---------- | ------------------- | ------------- | - | -------- | ---------------------------- | -------------- | ----------------- | -------------- | ------------------------ | --------- | -------------------------- | - | - | ------------------ | -------- | ------- |
| Pedro Sánchez | 5. Januar 2020 notwendig: absolute Mehrheit (176/350) | Ja         | 120 |    |    | 26             |                                   |            |                     | 6             | 6 |          | 2                            |                | 2                 |                | 1                        |           | 1                          | 1 |   | 1                  |          | 166/350 |
| Pedro Sánchez | 5. Januar 2020 notwendig: absolute Mehrheit (176/350) | Nein       |     | 88 | 52 |                |                                   | 10         | 8                   |               |   |          |                              | 2              |                   | 1              |                          | 2         |                            |   | 1 |                    | 1        | 165/350 |
| Pedro Sánchez | 5. Januar 2020 notwendig: absolute Mehrheit (176/350) | Enthaltung |     |    |    |                | 13                                |            |                     |               |   | 5        |                              |                |                   |                |                          |           |                            |   |   |                    |          | 18/350  |
| Pedro Sánchez | 5. Januar 2020 notwendig: absolute Mehrheit (176/350) | Abwesend   |     |    |    |                |                                   |            |                     | 1             |   |          |                              |                |                   |                |                          |           |                            |   |   |                    |          | 1/350   |
| Pedro Sánchez |                                                       |            |     |    |    |                |                                   |            |                     |               |   |          |                              |                |                   |                |                          |           |                            |   |   |                    |          |         |
| Pedro Sánchez | 7. Januar 2020 notwendig: einfache Mehrheit           | Ja         | 120 |    |    | 26             |                                   |            |                     | 7             | 6 |          | 2                            |                | 2                 |                | 1                        |           | 1                          | 1 |   | 1                  |          | 167/350 |
| Pedro Sánchez | 7. Januar 2020 notwendig: einfache Mehrheit           | Nein       |     | 88 | 52 |                |                                   | 10         | 8                   |               |   |          |                              | 2              |                   | 1              |                          | 2         |                            |   | 1 |                    | 1        | 165/350 |
| Pedro Sánchez | 7. Januar 2020 notwendig: einfache Mehrheit           | Enthaltung |     |    |    |                | 13                                |            |                     |               |   | 5        |                              |                |                   |                |                          |           |                            |   |   |                    |          | 18/350  |